# Bouabdellah Tahri
Bouabdallah Tahri (język arabski: أبو عبدالله الطاهري; ur. 20 grudnia 1978 w Metzu) – francuski lekkoatleta, specjalizujący się w biegu na 3000 m z przeszkodami i w biegach długich (3000 m i 5000 m). 

## Najważniejsze osiągnięcia
(jeżeli nie jest to podane inaczej, wyniki odnoszą się do startów w biegu na 3000 m z przeszkodami)
- Igrzyska Olimpijskie: 2004 - 7. miejsce
- mistrzostwa świata: 2001 - 5. miejsce, 2003 - 4. miejsce, 2005 - 8. miejsce, 2007 - 5. miejsce, 2009 - 3. miejsce
- mistrzostwa Europy: 2002 - 4. miejsce, 2006 - 3. miejsce, 2010 - 2. miejsce
- halowe mistrzostwa Europy: 2007 - 2. miejsce (3000 m) & 2009  - 2. miejsce (3000 m)
- 3. miejsce w biegu na 5000 metrów podczas pucharu interkontynentalnego w Splicie (2010)
- Światowy Finał IAAF: Stuttgart 2006 - 3. miejsce, Saloniki 2009 - 3. miejsce
- wielokrotny mistrz Francji na różnych dystansach, zarówno w hali jak i na stadionie.

## Rekordy życiowe
- bieg na 1500 m – 3:32,73 (2013)
- bieg na milę – 3:52,95 (2002)
- bieg na 2000 m – 4:57,58 (2002)
- bieg na 3000 m – 7:33,18 (2009)
- bieg na 5000 m (stadion) – 13:12,22 (2014)
- bieg na 2000 m z przeszkodami – 5:13,47 (2010) były rekord świata
- bieg na 3000 m z przeszkodami – 8:01,18 (2009) były rekord Europy
- bieg na 1500 m (hala) – 3:36,34 (2002)
- bieg na 2000 m (hala) – 4:59,84 (2006) rekord Francji
- bieg na 3000 m (hala) – 7:33,73 (2010) były rekord Francji
- bieg na 5000 m (hala) – 13:11,13 (2010) były rekord Europy, rekord Francji